# Confederación muisca
La  Confederación muisca fue el tipo de organización político-administrativa que agrupó a los muiscas en el territorio central de la actual República de Colombia antes de la Conquista española. Las cuatro unidades político-territoriales confederadas fueron: el Zipazgo de Muyquytá, el Zacazgo de Hunza, el territorio sagrado de Iraca y el territorio sagrado de Tundama, además de un grupo de territorios autónomos.

## Origen
Los muiscas tenían desde antiguo alianzas matrimoniales entre los clanes que se expresaba en alianzas entre comunidades. Por otra parte la necesidad de extender la reciprocidad del parentesco al intercambio entre comunidades diferentes e incluso distantes, la necesidad de emprender obras comunes como las del sistema hidráulico de campos elevados de cultivo y pesca o camellones y la necesidad de uniones militares para enfrentar a etnias abiertamente enemigas como los panches y los muzos impusieron alianzas más amplias, que fueron la forma básica de las confederaciones.
Los líderes más fuertes se enfrentaron por jerarquía, prestigio, poder político y económico y trataron de subordinar y de hecho subordinaron a otros líderes y comunidades. Estos conflictos causaron guerras, que se desarrollaron con normas propias que regulaban tanto el enfrentamiento como la victoria. Los jefes muinas derrotados no eran destituidos del liderazgo sede sus comunidades y la organización de cada una y de cada clan se conservaba, pero el vencedor pasaba a tener una mayor jerarquía y capacidad de tomar determinadas decisiones y recibir determinados bienes o tasas.
El Zipazgo surgió hacia 1450 con Saguamanchica, que había encabezado la guerra contra los panchos, y subsistió hasta aproximadamente 1541, al consolidarse la conquista española del territorio central colombiano. 
El dominio territorial de las Confederaciones Muisca abarcaba gran parte de las tierras altas de la Cordillera Oriental de Colombia, en los actuales departamentos de Cundinamarca, Boyacá y Santander. En Cundinamarca los principales focos de ocupación humana fueron las planicies de Bogotá, Ubaté y los valles de Pacho, Fusagasugá, Tenza y Cáqueza). En Boyacá, las planicies de Tunja, Moniquirá, Chiquinquirá, Duitama, Villa de Leyva y Sogamoso. En el sur de Santander, entre los ríos Suárez y Chicamocha).
Se extendía desde el río Chicamocha, al norte, hasta el Páramo de Sumapaz, al sur, y desde Vélez, Facatativá y Zipacón, al oeste, hasta los declives de la Cordillera Oriental vecina a los llanos del Meta y el Casanare, al este.

## Organización

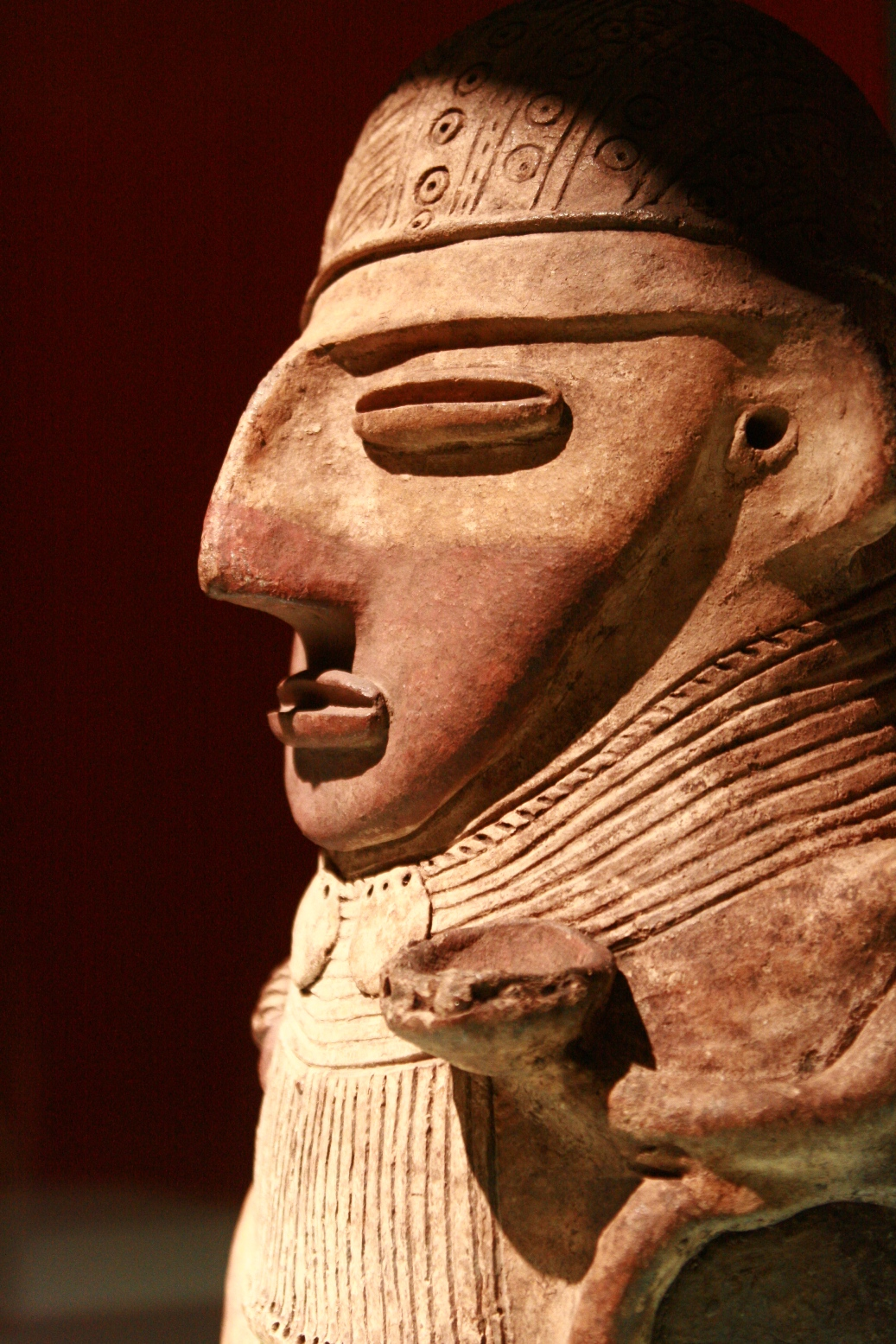
Escultura muisca de un Zipa sin identificar (Museo del Oro de Bogotá).

Las Confederaciones Muiscas comprendían un territorio de aproximadamente 46.972 km² (área un poco mayor que la de Dinamarca: 43.094 km²), desde el Norte, en la región del Chicamocha, hasta el Páramo de Sumapaz al Sur, y desde Vélez, Facatativá y Zipacón al Occidente, hasta los declives de la Cordillera Oriental, en límites con los llanos del Meta. En dicho territorio habitaba una población de aproximadamente 2.000.000-3.000.000 habitantes a la llegada de los españoles.
Existían lazos de parentesco entre los poblados de Bacatá y Chía, Tunja y Ramiriquí, y Duitama y Tobasía. Aunque la necesidad de unirse para ejecutar obras, comerciar o aliarse temporalmente durante las guerras haya desempeñado también un papel en la articulación confederal, entre los muiscas, la tendencia preponderante llegó a ser la sujeción de las comunidades por medios militares, sobre todo en el Zipazgo, mientras que en el Zacazgo las razones religiosas tuvieron mayor preponderancia.
El gobernante que tenía dominio sobre un territorio respetaba el gobierno autónomo de los psihipqua ("caciques") gobernantes subordinados y mantenía la territorialidad de las respectivas uta, comunidades, pero se convertía en el máximo jefe militar y además en el detentador final y principal beneficiario de tamsas, un complejo sistema de tributos comunitarios y personales. Operaba una superposición de estructuras de gobernantes y comunidades dominantes, subdominantes y dominadas a la que le correspondían líderes de rango jerárquico diferente.
Los zybin eran clanes matrilineales liderados por los zibyntyba, llamados por los españoles "capitanes mayores". Los cargos no se heredaban por línea paterna (de padre a hijo), sino por línea materna (es decir, heredaba el sobrino del gobernante, hijo de su hermana, o de la mayor de sus hermanas). Cada comunidad estaba regida por su dirigente particular, tenía un importante grado de autonomía y se sentía parte de una Confederación.
Los psihipqua poseían cercados Ca, asociados a su jerarquía, realzada por la cantidad y calidad. Los caciques se distinguían desde lejos tanto por sus adornos, joyas y ropas propias, como por sus cercados. El Zipa era el que más cercados poseía, incluso algunos en lugares distantes. Los cercados eran el eje de las relaciones sociales y la vida pública, pues dentro de ellos se realizaban ofrendas y rituales religiosos, fiestas, intercambios de productos, se entregaban tamsas a los caciques, se decidían obras, se discutía el poder político y se preparaba la guerra. Los principales centros muiscas eran los lugares donde se mantenían los cercados, el del principal y el de los psihipqua que reconocían su jerarquía.
Además de estar constituida por clanes hermanos, con una cultura similar y un idioma común (aunque con variantes regionales), las confederaciones garantizaban la defensa común ante enemigos externos, como los panches, con quienes continuamente combatían los muiscas. Por esta razón, los güechas (guerreros muiscas) dependía directamente del máximo gobernante territorial: el Zipa o el Zaque.

## División política del territorio

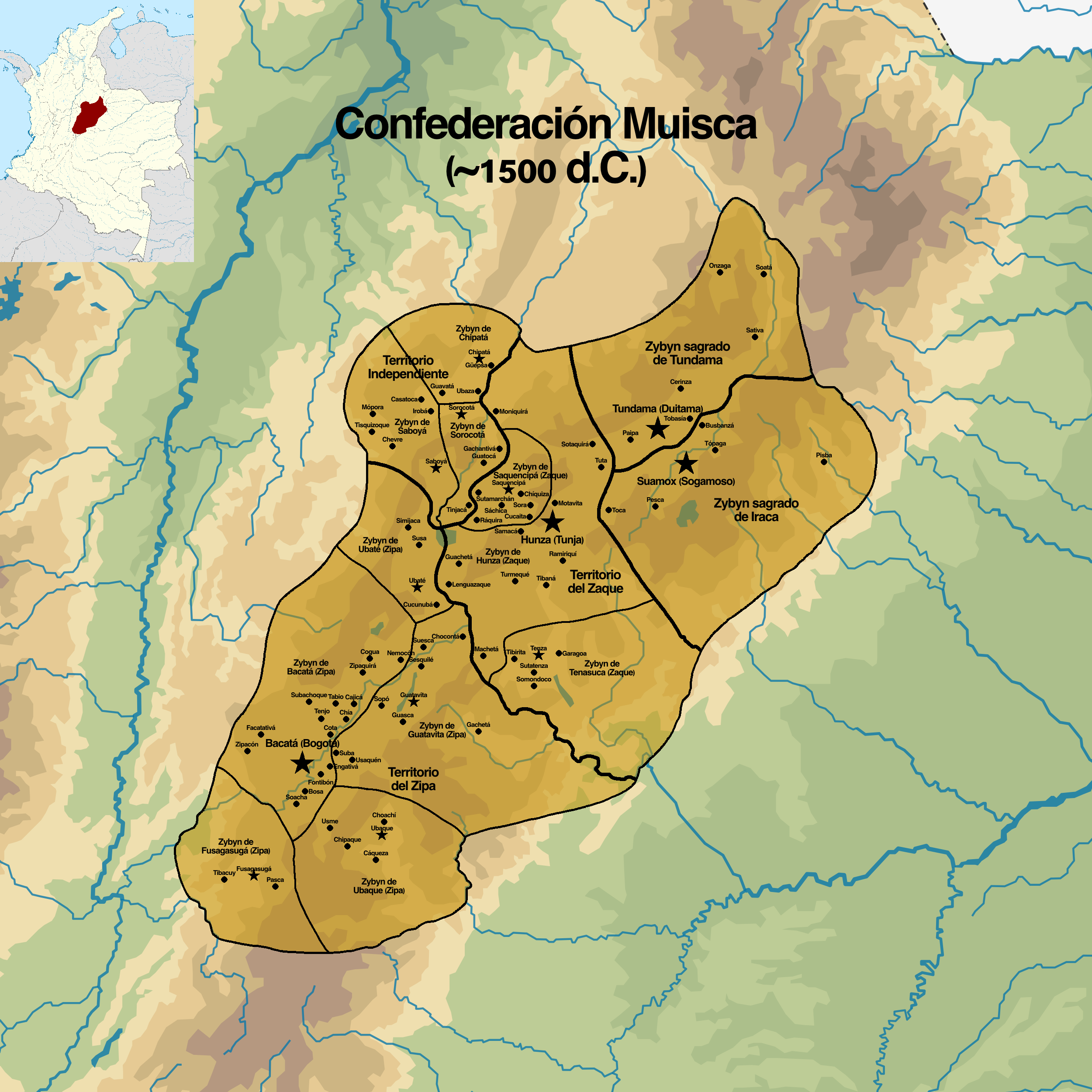
División política del territorio muisca.

Buena parte del territorio y la población muisca se hallaba centralizada en dos grandes unidades políticas: el Zipazgo, cuyo soberano era el Zipa, y el Zacazgo, cuyo soberano era el Zaque. Ambos soberanos tenían relaciones políticas y comerciales estrechas, dada la hermandad étnica y cultural, pero aun así mantenían constantes rivalidades por el control del territorio. 
Cada una de las grandes Confederaciones Muisca estaba dividida en clanes, denominados Zybyn en muysccubun (idioma muisca). Cada Clan, o Zybyn, estaba gobernado por un jefe llamado Zibyntyba, y dentro de cada Clan, o Zybyn, existían a su vez divisiones menores denominadas Uta, que se corresponden con los poblados individuales, gobernado cada uno por un jefe llamado Utatiba. Así, por ejemplo, el Zipazgo era gobernado por el Zipa; dentro del Zipazgo existían múltiples Clanes, o Zybyn, como el de Guatavita, dirigido por un Zibyntyba; dentro del Clan o Zybyn de Guatavita, existían varias Uta, como la de Sesquilé, gobernada por un Utatiba.
El siguiente esquema representa la división jerárquica del territorio de la Confederación Muisca:
- Zipazgo o Zacazgo: Territorio mayor, gobernado por el Zipa o el Zaque.
  - Zybyn: Territorio intermedio, gobernado por el Zibyntyba.
    - Uta: Territorio menor, o poblado, gobernado por el Utatiba.

### El Zipazgo
En el altiplano cundiboyacense, en el área central del Departamento de Cundinamarca, y en parte de las vertientes oriental y occidental de la Cordillera Oriental, estaban asentados los muiscas sujetos al Zipazgo, es decir, bajo el dominio del Zipa de Bacatá (Bogotá). Durante la Colonia española, prácticamente todos los territorios sujetos al Zipa conformaron la Provincia de Santafé de Bogotá, salvedad hecha de las áreas de Chiquinquirá y Saboyá, que entraron a formar parte de la provincia de Tunja.
Los cronistas de Indias, para el caso del Nuevo Reino de Granada, coinciden en señalar que el Zipa tenía más poder político que el Zaque. Lucas Fernández de Piedrahíta refiere que el Zaque accedía al poder por mediación del Iraca de Suamox (Sogamoso), mientras que el Zipa lo hacía por dominación militar.
| Zybyn               | Uta |
| ------------------- | --- |
| Zybyn de Bacatá     | Bacatá, Chía, Funza, Engativá, Fontibón, Facatativá, Tenjo, Subachoque, Tabio, Cota, Cajicá, Cogua, Zipaquirá, Nemocón, Bosa, Zipacón y Soacha. |
| Zybyn de Guatavita  | Guatavita, Sesquilé, Guasca, Sopó, Usaquén, Tuna, Suba, Teusacá, Gachetá, Chocontá y Suesca.                                                    |
| Zybyn de Ubaque     | Ubaque, Choachí, Chipaque, Cáqueza y Usme. |
| Zybyn de Ubaté      | Ubaté, Cucunubá, Simijaca, y Susa. |
| Zybyn de Fusagasugá | Fusagasugá, Pasca y Tibacuy. |

### El Zacazgo
Los actuales municipios de Lenguazaque y Villapinzón pertenecieron al territorio del Zacazgo, y durante la Colonia española al corregimiento de Turmequé, en la provincia de Tunja. A este corregimiento también perteneció el municipio de Guachetá, pero existen dudas respecto a si antes de la conquista española estuvo sujeto al Zaque o al Zipa, o si era independiente.
| Zybyn               | Uta |
| ------------------- | --- |
| Zybyn de Hunza      | Hunza, Ramiriquí, Tibaná, Guachetá, Icabuco, Machetá, Moniquirá, Motavita, Tuta, Samacá, Sotaquirá, Lenguazaque, Turmequé. |
| Zybyn de Tenasuca   | Tenasuca, Tenza, Garagoa, Sutatenza, Somondoco, Soratá, Tibirita.                                                          |
| Zybyn de Saquencipá | Saquencipá, Ráquira, Sutamarchán, Sachica, Sora, Cucaita, Chíquiza.                                                        |

### Zybyn sagrados
Además de las dos principales unidades políticas, Zipazgo y Zacazgo, los cronistas refieren la existencia de dos territorios cuya importancia era más religiosa y sagrada que política: se trataba del Iraca (con sede en Suamox, actual Sogamoso), cuyo gobernante era el sacerdote denominado igualmente Iraca, a quien se consideraba sucesor del Venerable Bochica (conocido también como Nemterequeteba) y del Zybyn de Tundama (con capital en la actual Duitama).
El Iraca era a la vez jefe político y militar, sacerdote del templo del sol y chamán, con poder recibido de Ibacanzás para controlar el clima y tratar las enfermedades. Era elegido por los cacique de Pesca, Busbanzá, Gámeza y Toca y en caso de empate o discordia, votaba el cacique Tundama.
| Zybyn                    | Uta                                                               |
| ------------------------ | ----------------------------------------------------------------- |
| Zybyn sagrado de Iraca   | Sogamoso, Bombaza, Busbanzá, Pesca, Pisba, Tópaga, Toca.          |
| Zybyn sagrado de Tundama | Duitama, Tobasía, Paipa, Cerinza, Ocavita, Onzaga, Soatá, Sativa. |

### Territorios autónomos
Los Clanes, o Zybyn muiscas considerados como autónomos o independientes, puesto que no se habían centralizado bajo un mismo dirigente en particular, fueron los siguientes:
| Provincias étnicas (Zybyn) | Uta                                                                 |
| Zybyn de Saboyá            | Saboyá, Chevre, Tisquizoque, Irobá, Mópora, Casacota                |
| Zybyn de Chipatá           | Chipatá, Ubaza, Guavatá, Güepsa,Cite,Cemisa                         |
| Zybyn de Inzaque           | Agatá, Cocomé                                                       |
| Zybyn de Sorocotá          | Tinjacá, Sorocotá, Moniquirá, Guatocá, Gachantivá, Pavachoque, Suta |
| Charalá                    |                                                                     |
| Tacasquirá                 |                                                                     |

Por otra parte, la confederación de Guanentá pertenecía a los guanes, y la del Cocuy a los tunebos, pueblos ambos de lenguas chibchas, pero independientes.

## Jerarquía social
Los muiscas estimaban mucho la pureza de la sangre, de modo que las familias nobles procuraban no mezclarse jamás con los plebeyos, y menos aún con los pueblos de las tierras cálidas, a los que consideraban bárbaros e inferiores. Al interior de todas las familias muiscas aplicaba el sistema de sucesión matrilineal, y el Zipa solo nombraba nuevos uzaques cuando no había ningún heredero natural, en cuyo caso nombraba a un general de los güechas.
En el muysccubun (idioma muisca) hay un amplio vocabulario para designar los rangos de jerarquía, organizada, en términos generales, de la siguiente manera:

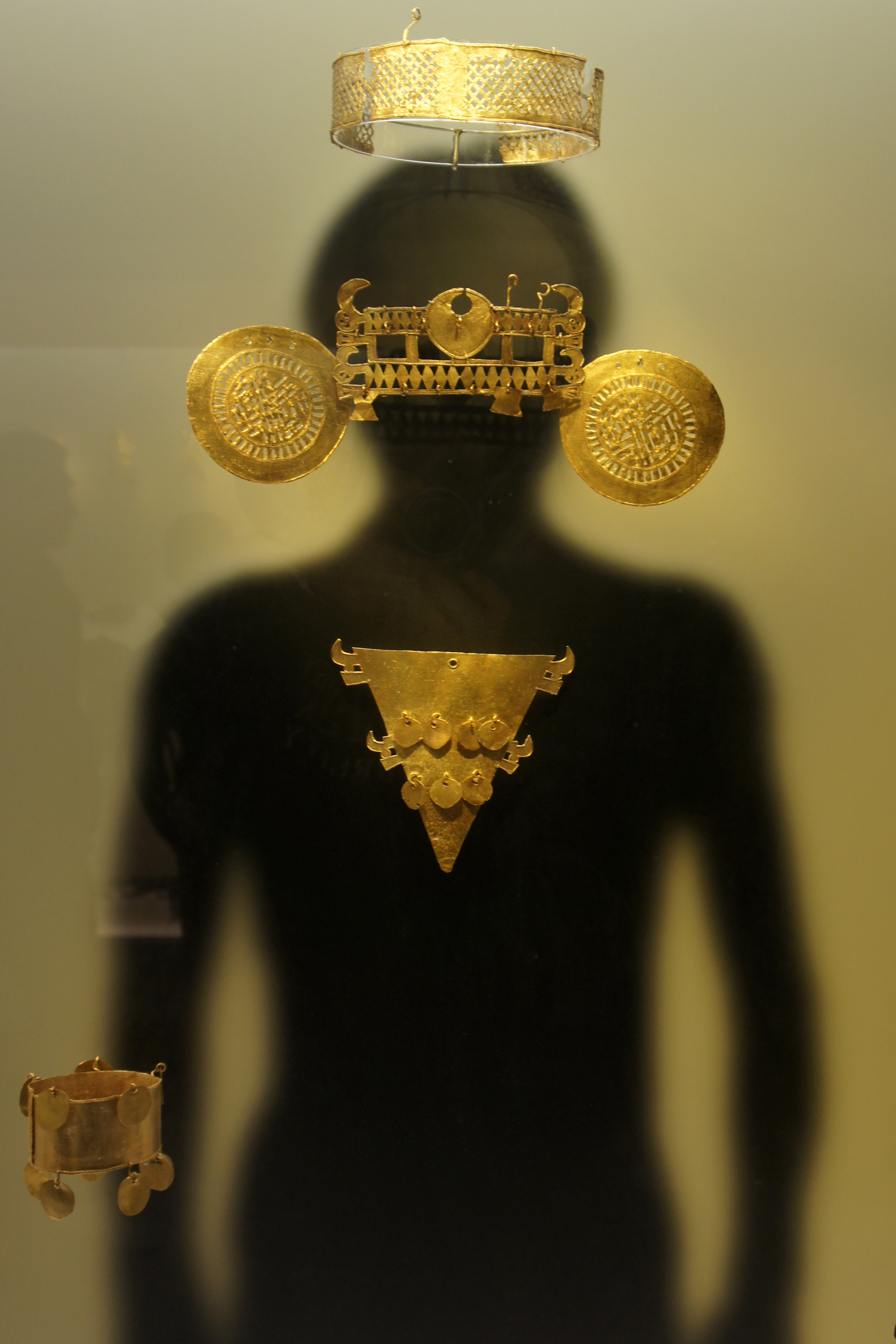
Algunos ornamentos de un gobernante muisca en el Museo del Oro de Bogotá.

1. Zipa o Zaque: Gobernante absoluto del Zipazgo o del Zacazgo.
2. Psihipqua: Príncipe o cacique.
3. Uzaque: Noble de sangre pura con poder feudatario y un enorme poder militar.
4. Zibyntyba: Capitán mayor, gobernante de una parcialidad territorial intermedia conocida como Zybyn.
5. Utatiba: Capitán menor, gobernante de una parcialidad territorial menor conocida como Uta.
6. Chyquy: Sacerdote muisca, chamán.
7. Pabahue: Amo y señor.
8. Uaia: Ama y señora.
9. Paba: Literalmente: "padre", pero también designaba a alguien con autoridad sobre otras personas.
10. Hue: Señor, o jefe.
11. Güecha: Guerrero.
12. Cupqua: Vasallo.
13. Ubata: Siervo comisionado para alguna misión especial.
14. Tyuquyne: Mensajero.
15. Chuta: Criado.
16. Bospquaoa: Criado del servicio doméstico.

## Gobernantes muiscas

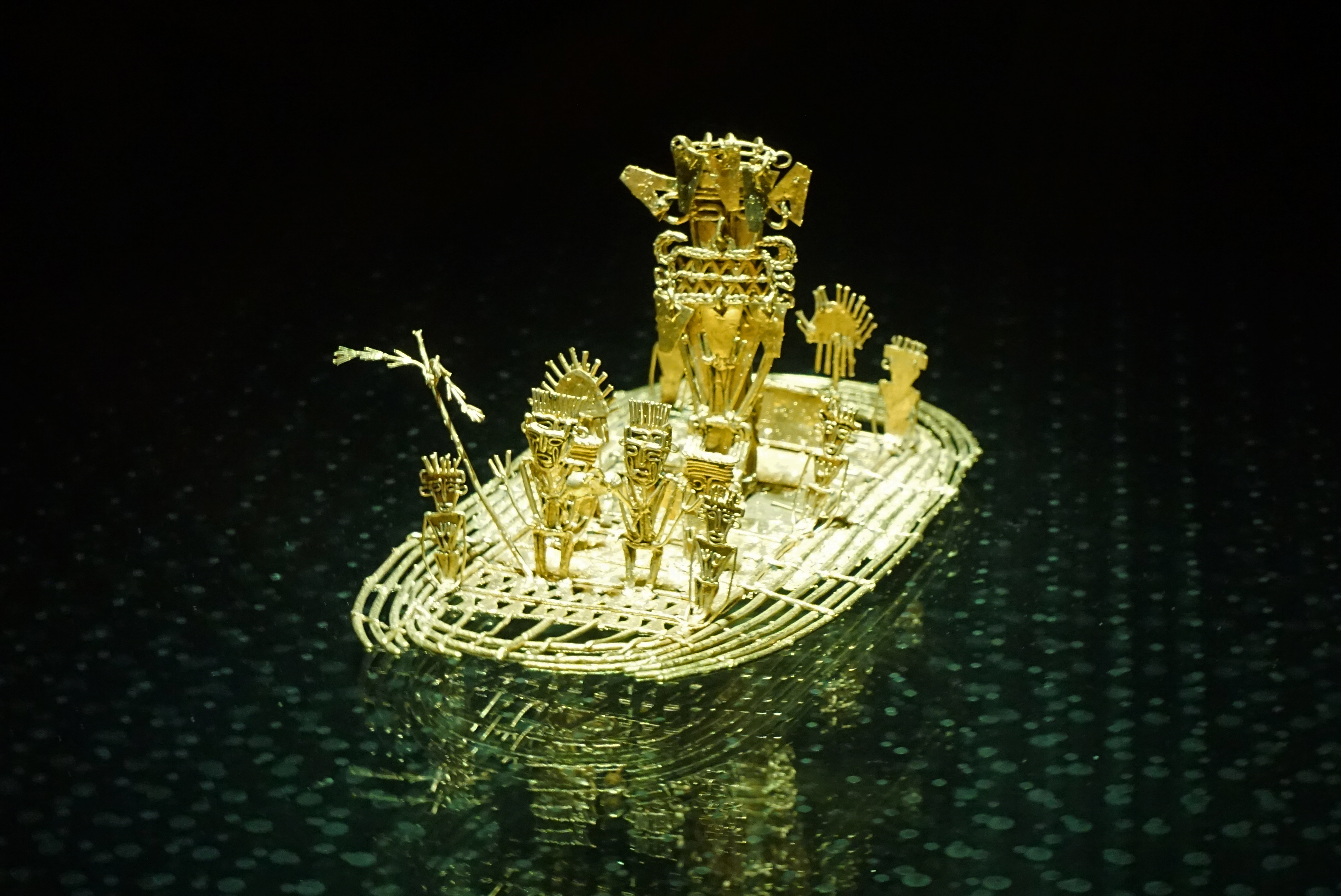
La Balsa Muisca es una pieza de orfebrería votiva de oro que representa la ceremonia de El Dorado, que tenía lugar en la Laguna Sagrada de Guatavita. En la actualidad, esta pieza se encuentra resguardada en el Museo del Oro de Bogotá, y es considerada un símbolo de Colombia y de la identidad cultural de los colombianos.

- Zipas de Bacatá:

| Zipa          | Años de reinado |
| ------------- | --------------- |
| Meicuchuca    | c. 1450-1470    |
| Saguamanchica | 1470-1490       |
| Nemequene     | 1490-1514       |
| Tisquesusa    | 1514-1538       |
| Zaquesazipa   | 1538-1539       |

- Zaques de Hunza:

| Zaque           | Años de reinado |
| --------------- | --------------- |
| Hunzahúa        | -               |
| Michuá          | Hasta 1490      |
| Quemuenchatocha | 1490-1537       |
| Aquiminzaque    | 1537-1541       |

## Población
Se desconoce en gran medida el número de habitantes que conformaban la Confederación Muisca, debido a que no existen censos confiables. Algo similar pasa en todo el continente. Existen tres corrientes principales sobre la población muisca prehispánica:
- Corriente bajista: De acuerdo a los cálculos de Rosemblat, la población muisca era de 300.000 a 500.000.[40] Actualmente estos cálculos son muy criticados, aunque en su tiempo fueron aceptados.

- Corriente moderada: Esta corriente fue producto de las investigaciones de historiadores colombianos que consideraron a la anterior demasiado baja. Según éstos, los muiscas eran de 800.000 a 1.200.000 personas,[41] pero con la invasión española se redujo a 650.000.

- Corriente alcista: La más reciente hipótesis, apoyada por varios expertos, estima en 2[41] a 3 millones,[42] aunque con la invasión española se habría reducido a 1,5 millones.[43]